# Le Mas
Pour les articles homonymes, voir Mas.
Le Mas (Lo Mas en occitan provençal en écriture classique et Lou Mas en écriture mistralienne) est une commune française située dans le département des Alpes-Maritimes, en région Provence-Alpes-Côte d'Azur.
Ses habitants sont appelés les Massois.

## Géographie

### Localisation
Le village est situé à 8 km de Aiglun et 19 km de Roquestéron. Membre des communes du Parc naturel régional des Préalpes d'Azur, il se trouve dans la Vallée de l'Estéron.

### Géologie et relief
La commune se compose de 3 226,35 hectares de forêts et milieux semi-naturels (100 %) et comporte plusieurs hameaux : les Sausses, de La Faye, de la Clue, les Tardons, du Clot, de Sarrodier et du Collet..

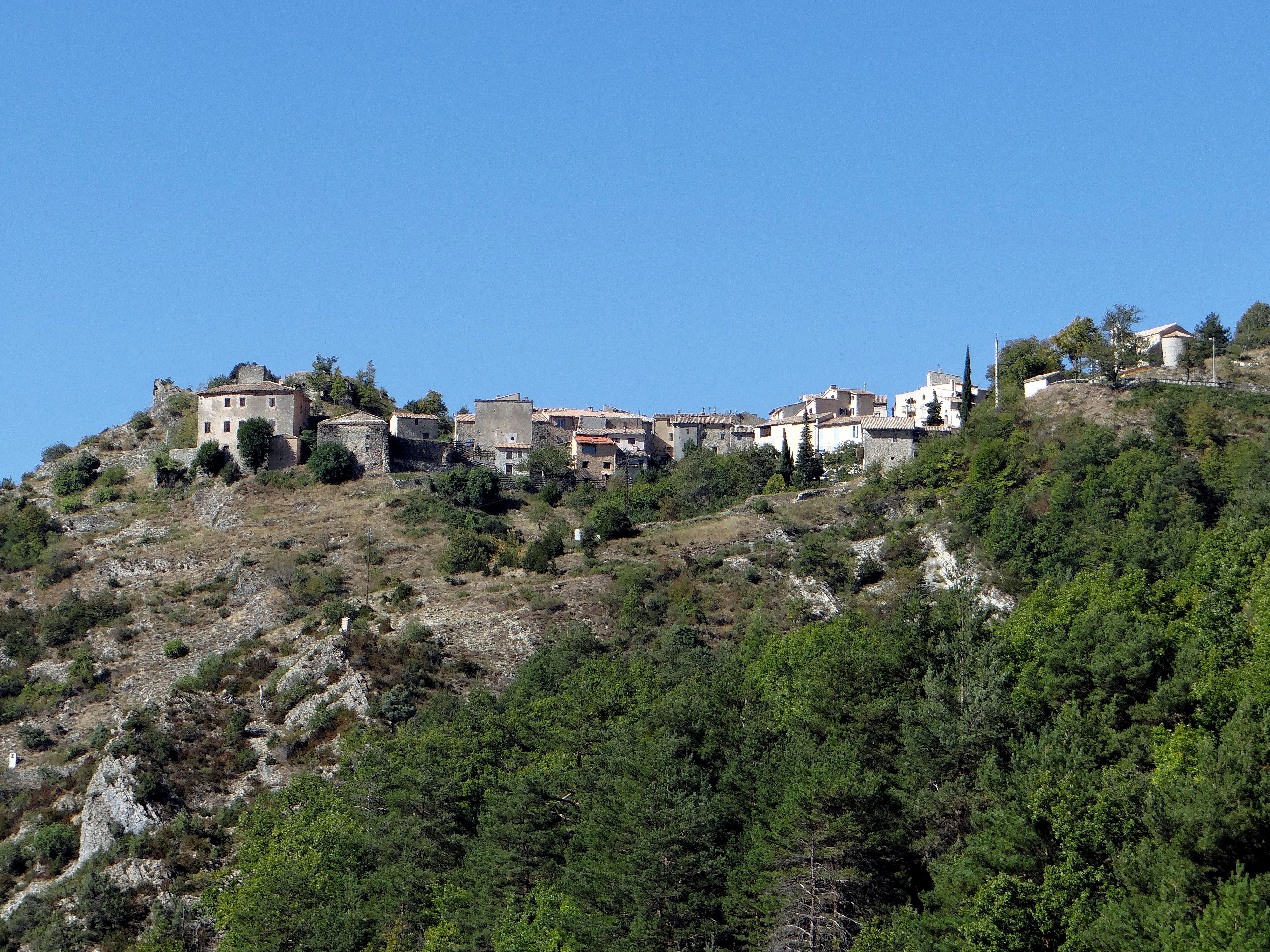
Site du village.

Une des spécificités du territoire du Mas est d’être une vallée enclavée entre deux chaînes montagneuses, plus précisément entre les deux les plus importantes du haut-pays grassois : les montagnes de Bleine et le Cheiron (dite aussi montagne de Thorenc) au sud et la montagne du Charamel au nord.

### Sismicité
Commune située en zone de sismicité moyenne.

### Hydrographie et les eaux souterraines
Cours d'eau sur la commune ou à son aval,:
- rivière l'Estéron ;
- rivière la Gironde ;
- ruisseau de la Faye ;
- vallons de l'arsiagne, de la combe de la serre, de valourouot, fontanier, de la combe croux, de pigros, de la chaume, de la roche clave.

### Climat
Pour des articles plus généraux, voir Climat de Provence-Alpes-Côte d'Azur et Climat des Alpes-Maritimes.
En 2010, le climat de la commune est de type climat méditerranéen altéré, selon une étude du Centre national de la recherche scientifique s'appuyant sur une série de données couvrant la période 1971-2000. En 2020, Météo-France publie une typologie des climats de la France métropolitaine dans laquelle la commune est exposée à un climat méditerranéen et est dans la région climatique  Var, Alpes-Maritimes, caractérisée par une pluviométrie abondante en automne et en hiver (250 à 300 mm en automne), un très bon ensoleillement en été (fraction d’insolation > 75 %), un hiver doux (8 °C) et peu de brouillards. 
Pour la période 1971-2000, la température annuelle moyenne est de 11,5 °C, avec une amplitude thermique annuelle de 16 °C. Le cumul annuel moyen de précipitations est de 1 155 mm, avec 5,8 jours de précipitations en janvier et 4,9 jours en juillet. Pour la période 1991-2020, la température moyenne annuelle observée sur la station météorologique installée sur la commune est de 9,1 °C et le cumul annuel moyen de précipitations est de 1 236,8 mm. 
La température maximale relevée sur cette station est de 32,5 °C, atteinte le 28 juin 2019 ; la température minimale est de −13,5 °C, atteinte le 14 février 2009,,. 
| Mois                                  | jan.           | fév.           | mars          | avril         | mai           | juin          | jui.          | août          | sep.          | oct.          | nov.          | déc.           | année      |
| ------------------------------------- | -------------- | -------------- | ------------- | ------------- | ------------- | ------------- | ------------- | ------------- | ------------- | ------------- | ------------- | -------------- | ---------- |
| Température minimale moyenne (°C)     | −1,5           | −1,9           | 0,3           | 3,4           | 6,6           | 10,9          | 13,6          | 13,4          | 9,7           | 6,4           | 2,3           | −0,4           | 5,2        |
| Température moyenne (°C)              | 1,5            | 1,5            | 4             | 7,4           | 10,8          | 15,3          | 18,4          | 18,2          | 14,1          | 10,1          | 5,2           | 2,5            | 9,1        |
| Température maximale moyenne (°C)     | 4,5            | 4,9            | 7,7           | 11,4          | 15,1          | 19,6          | 23,2          | 23            | 18,4          | 13,8          | 8,2           | 5,3            | 12,9       |
| Record de froid (°C) date du record   | −11,1 31.01.10 | −13,5 14.02.09 | −9,2 15.03.13 | −8,1 02.04.22 | −3,3 05.05.19 | −0,5 01.06.06 | 4 15.07.16    | 5,7 21.08.07  | 0 28.09.07    | −5,6 28.10.12 | −8,2 27.11.10 | −11,2 18.12.10 | −13,5 2009 |
| Record de chaleur (°C) date du record | 17,9 01.01.22  | 20,2 01.02.16  | 18,5 16.03.19 | 21,6 08.04.11 | 27,7 22.05.22 | 32,5 28.06.19 | 31,9 18.07.23 | 31,7 22.08.23 | 27,7 10.09.08 | 24,8 08.10.23 | 21,5 10.11.15 | 16,6 24.12.23  | 32,5 2019  |
| Précipitations (mm)                   | 91,9           | 84,2           | 96,6          | 111,8         | 103           | 95            | 51,2          | 40,7          | 77,9          | 152           | 210,5         | 122            | 1 236,8    |

| Diagramme climatique                                  |             |            |              |            |            |              |            |             |            |             |            |
| J                                                     | F           | M          | A            | M          | J          | J            | A          | S           | O          | N           | D          |
| 4,5−1,591,9                                           | 4,9−1,984,2 | 7,70,396,6 | 11,43,4111,8 | 15,16,6103 | 19,610,995 | 23,213,651,2 | 2313,440,7 | 18,49,777,9 | 13,86,4152 | 8,22,3210,5 | 5,3−0,4122 |
| Moyennes : • Temp. maxi et mini °C • Précipitation mm |             |            |              |            |            |              |            |             |            |             |            |

Les paramètres climatiques de la commune ont été estimés pour le milieu du siècle (2041-2070) selon différents scénarios d'émission de gaz à effet de serre à partir des nouvelles projections climatiques de référence DRIAS-2020. Ils sont consultables sur un site dédié publié par Météo-France en novembre 2022.

### Voies de communications et transports

#### Voies routières
Village desservi par la route départementale 17 depuis Roquestéron, puis par la départementale 10.
Boucle d’Azur N°2 : La route des clues.

#### Transports en commun

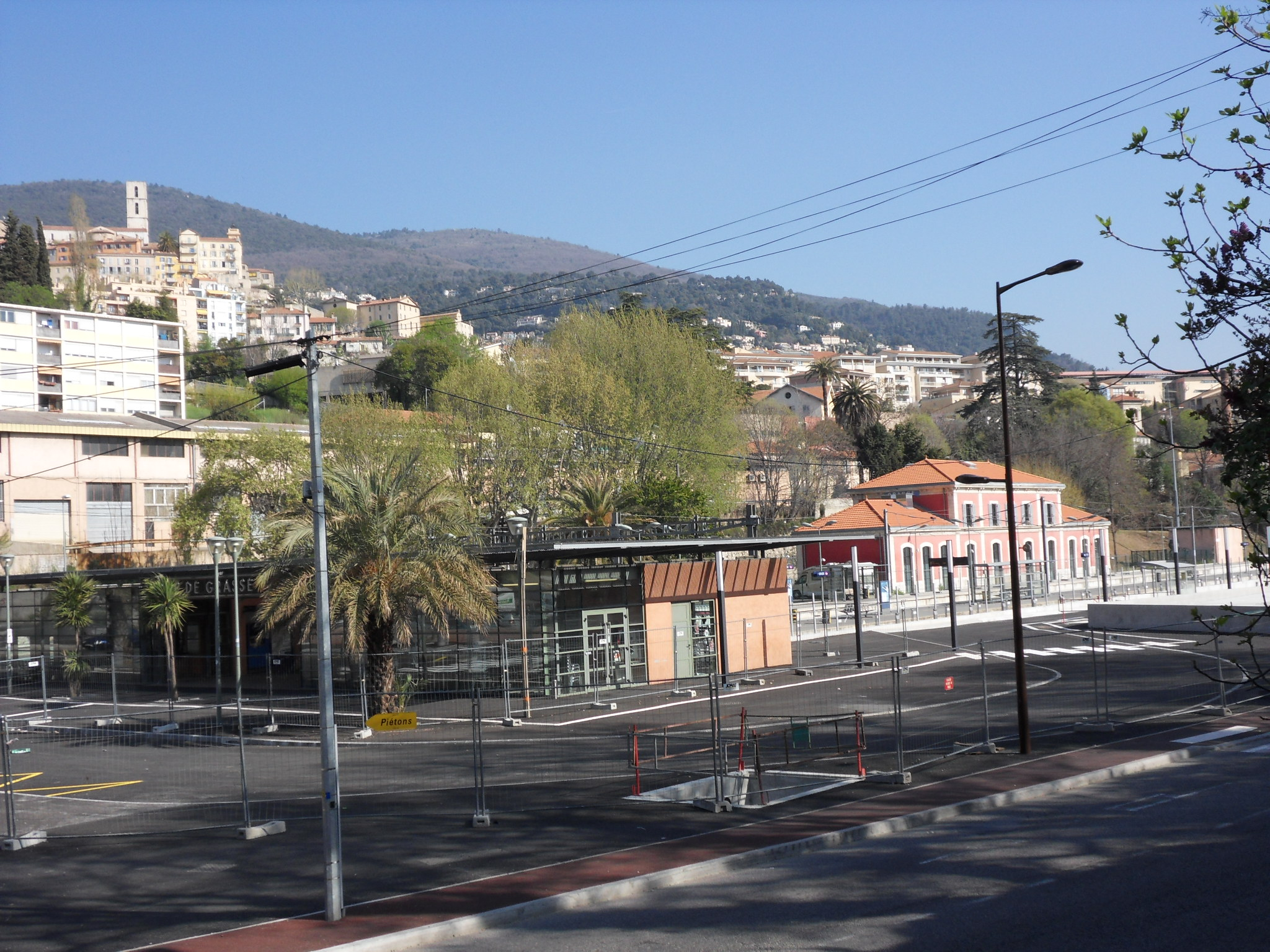
Gare de Grasse.

Transport en Provence-Alpes-Côte d'Azur
Une ligne régulière du réseau Sillages de la Communauté d’Agglomération du Pays de Grasse dessert la commune,,.

#### Lignes SNCF
- Gare de Grasse, à 55 km[20].
- Gare de Mouans-Sartoux, à 61 km

### Intercommunalité
Commune membre de la Communauté d'agglomération du Pays de Grasse.

## Urbanisme

### Typologie
Au 1er janvier 2024, Le Mas est catégorisée commune rurale à habitat très dispersé, selon la nouvelle grille communale de densité à 7 niveaux définie par l'Insee en 2022.
Elle est située hors unité urbaine. Par ailleurs la commune fait partie de l'aire d'attraction de Nice, dont elle est une commune de la couronne,. Cette aire, qui regroupe 100 communes, est catégorisée dans les aires de 200 000 à moins de 700 000 habitants,.

### Occupation des sols
L'occupation des sols de la commune, telle qu'elle ressort de la base de données européenne d’occupation biophysique des sols Corine Land Cover (CLC), est marquée par l'importance des forêts et milieux semi-naturels (100 % en 2018), une proportion identique à celle de 1990 (100 %). La répartition détaillée en 2018 est la suivante : 
forêts (87 %), espaces ouverts, sans ou avec peu de végétation (10,4 %), milieux à végétation arbustive et/ou herbacée (2,6 %).
L'évolution de l’occupation des sols de la commune et de ses infrastructures peut être observée sur les différentes représentations cartographiques du territoire : la carte de Cassini (XVIIIe siècle), la carte d'état-major (1820-1866) et les cartes ou photos aériennes de l'IGN pour la période actuelle (1950 à aujourd'hui).

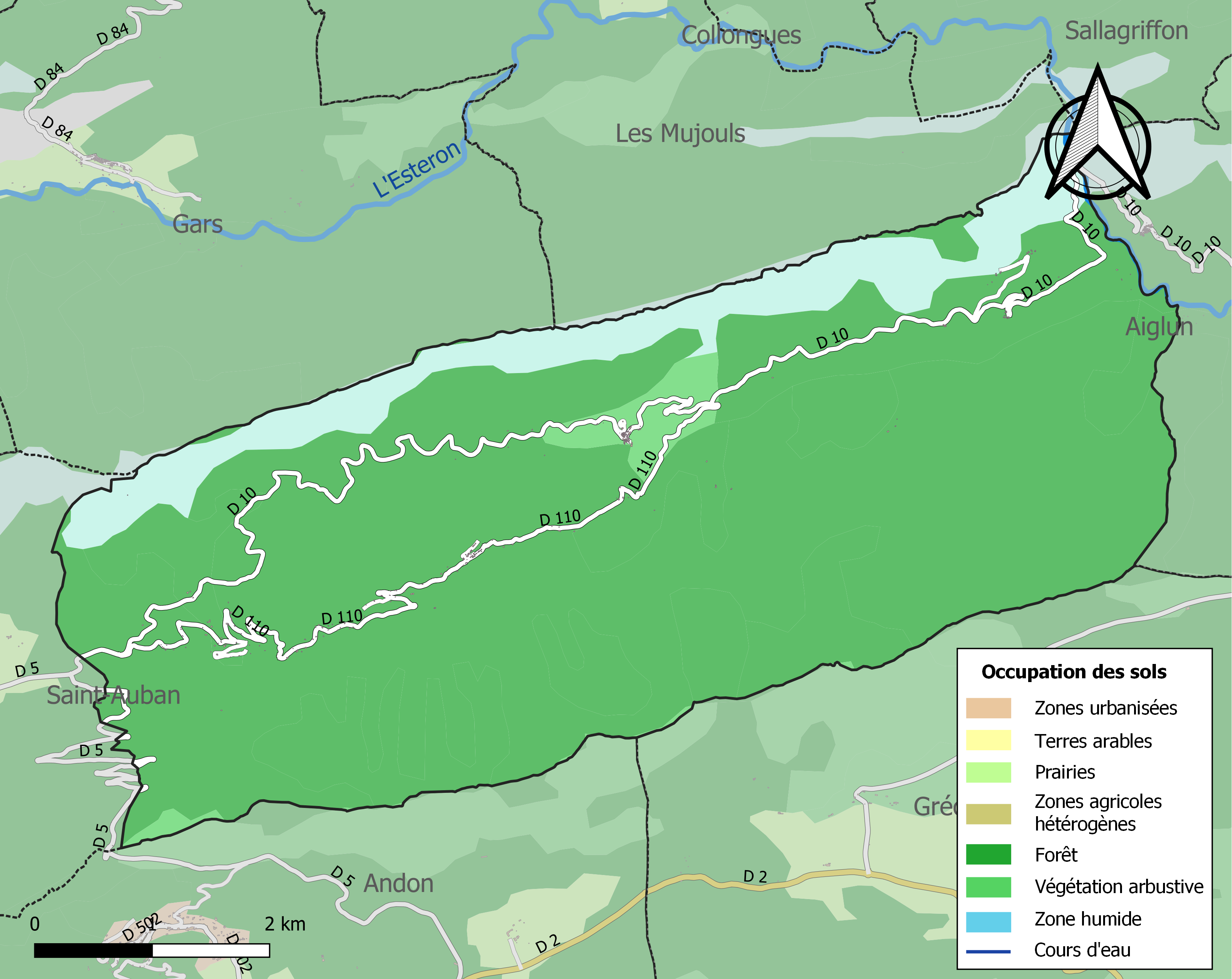
Carte de l'occupation des sols de la commune en 2018 (CLC).

## Histoire
Isnard, de la Maison de Grasse, commandeur de Saint-Jean-de-Jérusalem, prieur de Capoue, Grand sénéchal de Provence, a reçu de la reine Jeanne, en récompense de ses services, les terres du Mas et d'Aiglun, le 7 juillet 1348. Il a fait donation de la terre d'Aiglun à son cousin Pons des Ferres, le 18 mai 1349. Le fief du Mas est revenu à Bertrand II de Grasse. La famille de Grasse perdit la seigneurie du Mas au moment de la dédition de Nice car elle est restée fidèle aux comtes de Provence.
En 1713, le traité d'Utrecht prévoit que l’Ubaye et ses dépendances, relevant auparavant du royaume de Piémont-Sardaigne, soit échangé contre les places françaises du Val de Suse, afin que la frontière suive la ligne de partage des eaux. Mais les imbrications de territoires héritées de l’histoire subsistent : ainsi, Entraunes et Saint-Martin-d'Entraunes dépendaient de Barcelonnette, mais se situent dans la vallée du Var, donc du côté Piémontais, en amont de Guillaumes qui lui était déjà français. Le royaume de France et celui du Piémont les revendiquèrent. Par ailleurs, la vallée de l’Estéron, en rive droite du Var, était piémontaise, créant ainsi une langue de territoire s’avançant dans la Provence française. Dans le Haut-Var, c’est finalement la règle de la ligne de partage des eaux qui prévaut. Pour apporter une compensation à la France, et réduire l’irrégularité de la frontière, la communauté du Mas est cédée à la France en 1718,,.
Le samedi 27 mai 1944 un quadrimoteur B-24 Liberator de l'USAF s'écrasait sur les hauteurs du col de Bleine, pic de l'aigle.

## Héraldique
| Blason de Mas (Le) | Blason  | D’azur à la maison d’argent posée sur un tertre de sinople, au chef cousu parti au 1er de gueules chargé d’une croix d’argent et au 2e aussi d’azur chargé de trois fleurs de lys d’or 2 et 1. |
| Blason de Mas (Le) | Détails | Le statut officiel du blason reste à déterminer. |

## Politique et administration
| Période   | Période   | Identité            | Étiquette | Qualité           |
| --------- | --------- | ------------------- | --------- | ----------------- |
| mars 2001 | 2007      | Marcel Rebuffel     |           | mort en fonctions |
| 2006      | mars 2008 | Frédéric Castellano | DVD       |                   |
| mars 2008 | 2018      | Fabrice Lachenmaier | PRG       | Cadre             |
| 2018      | En cours  | Ludovic Sanchez     |           | Artisan           |

### Budget et fiscalité 2023

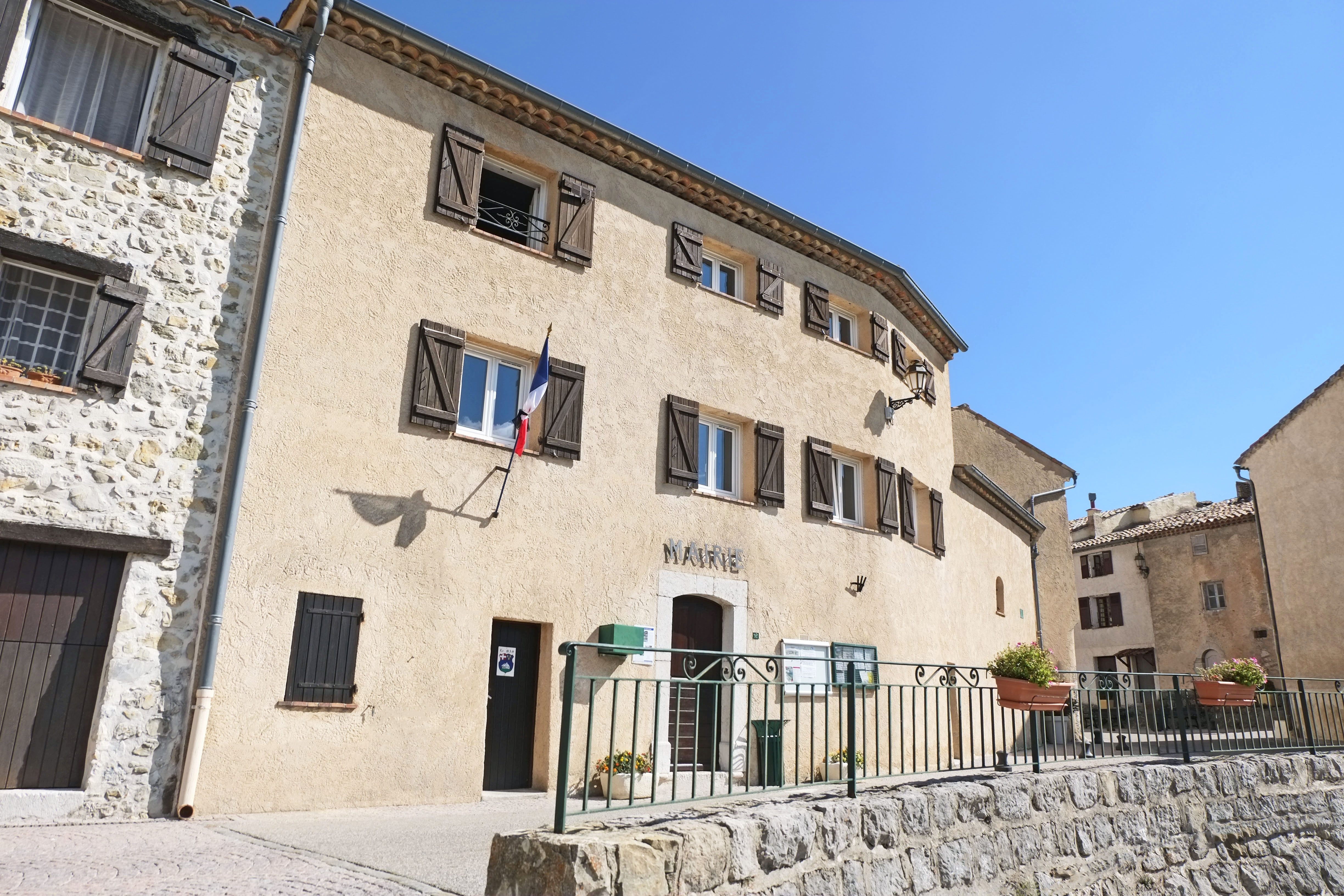
La mairie.

En 2023, le budget de la commune était constitué ainsi :
- total des produits de fonctionnement : 217 000 €, soit 2 127 par habitant ;
- total des charges de fonctionnement : 261 000 €, soit 2 557 € par habitant ;
- total des ressources d'investissement : 120 000 €, soit 1 181 € par habitant ;
- total des emplois d'investissement : 127 000 €, soit 1 242 € par habitant ;
- endettement : 79 000 €, soit 776 € par habitant.

Avec les taux de fiscalité suivants :
- taxe d'habitation : 6,04 % ;
- taxe foncière sur les propriétés bâties : 19,81 % ;
- taxe foncière sur les propriétés non bâties : 26,38 % ;
- taxe additionnelle à la taxe foncière sur les propriétés non bâties : 0,00 % ;
- cotisation foncière des entreprises : 0,00 %.

Chiffres clés Revenus et pauvreté des ménages en 2021 : médiane en 2021 du revenu disponible, par unité de consommation.

## Population et société

### Démographie

#### Évolution démographique
L'évolution du nombre d'habitants est connue à travers les recensements de la population effectués dans la commune depuis 1793. Pour les communes de moins de 10 000 habitants, une enquête de recensement portant sur toute la population est réalisée tous les cinq ans, les populations de référence des années intermédiaires étant quant à elles estimées par interpolation ou extrapolation. Pour la commune, le premier recensement exhaustif entrant dans le cadre du nouveau dispositif a été réalisé en 2005.

En 2022, la commune comptait 98 habitants, en évolution de −37,58 % par rapport à 2016 (Alpes-Maritimes : +2,85 %, France hors Mayotte : +2,11 %).
| 1793 | 1800 | 1806 | 1821 | 1831 | 1836 | 1841 | 1846 | 1851 |
| ---- | ---- | ---- | ---- | ---- | ---- | ---- | ---- | ---- |
| 467  | 446  | 436  | 460  | 568  | 496  | 503  | 512  | 501  |

| 1856 | 1861 | 1866 | 1872 | 1876 | 1881 | 1886 | 1891 | 1896 |
| ---- | ---- | ---- | ---- | ---- | ---- | ---- | ---- | ---- |
| 430  | 403  | 405  | 387  | 362  | 338  | 344  | 331  | 298  |

| 1901 | 1906 | 1911 | 1921 | 1926 | 1931 | 1936 | 1946 | 1954 |
| ---- | ---- | ---- | ---- | ---- | ---- | ---- | ---- | ---- |
| 257  | 202  | 165  | 130  | 87   | 67   | 51   | 55   | 46   |

| 1962 | 1968 | 1975 | 1982 | 1990 | 1999 | 2005 | 2006 | 2010 |
| ---- | ---- | ---- | ---- | ---- | ---- | ---- | ---- | ---- |
| 41   | 46   | 25   | 120  | 108  | 136  | 130  | 128  | 169  |

| 2015 | 2020 | 2022 | - | - | - | - | - | - |
| ---- | ---- | ---- | - | - | - | - | - | - |
| 158  | 100  | 98   | - | - | - | - | - | - |

### Enseignement
Le Mas comptait trois écoles au village, aux Sausses et aux Tardons. La mairie-école.
Établissements d'enseignements actuels :
- écoles maternelles à Andon, Gréolières ;
- écoles primaires à Briançonnet, Gréolières ;
- collège à Puget-Théniers, Saint-Vallier-de-Thiey ;
- lycée à Vence.

### Santé
Professionnels et établissements de santé :
- Médecins à Puget-Théniers, Entrevaux,
- Hôpitaux à Puget-Théniers, Cabris, Grasse,
- Pharmacies à Entrevaux, Saint-Vallier-de-Thiey.

### Cultes
- Culte catholique, Paroisse Sainte-Marie-des-Sources[45], Diocèse de Nice.

## Économie

### Entreprises et commerces

#### Agriculture
Les moines de l’Abbaye de Lérins s'étaient implantés sur une crête de la montagne Charamel, faisant l’élevage de moutons. Le Mas, détaché du Comté de Nice, revient à la France en 1718 par le Traité de Paris. Ses principales activités économiques étaient l’élevage d’ovins, la production maraîchère et l’exploitation forestière. Cette industrie du bois traversera les siècles pour s’éteindre vers 1960.
À l'exception de deux petites exploitations de Culture de légumes, de melons, de racines et de tubercules, la vallée de St Auban, zone de trois communes originellement (Aiglun, Le Mas et Saint Auban) a vu son nombre d’exploitations divisé par trois de 1955 à 2000. En 2000, les communautés du Mas et d’Aiglun (à l’est de Saint Auban) ne comptaient plus aucun agriculteur et formaient un espace entièrement recolonisé par la forêt,.

#### Tourisme
- Auberge communale[50].
- Gîtes ruraux[51].
- Maison de vacances[52].

#### Commerces
Commerces et services de proximité dans les villages environnants.

## Lieux et monuments

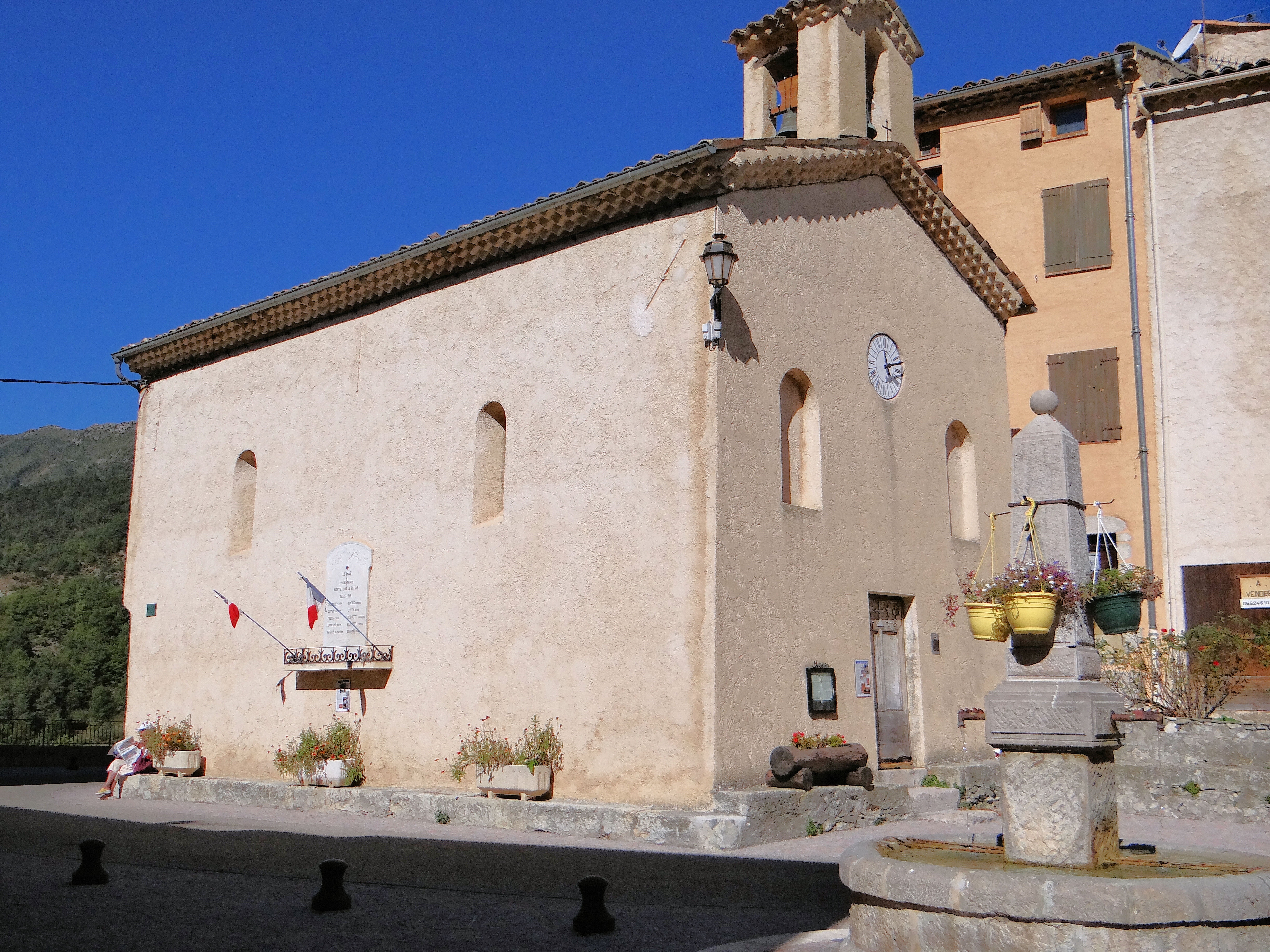
Chapelle Saint-Arnoux et fontaine.
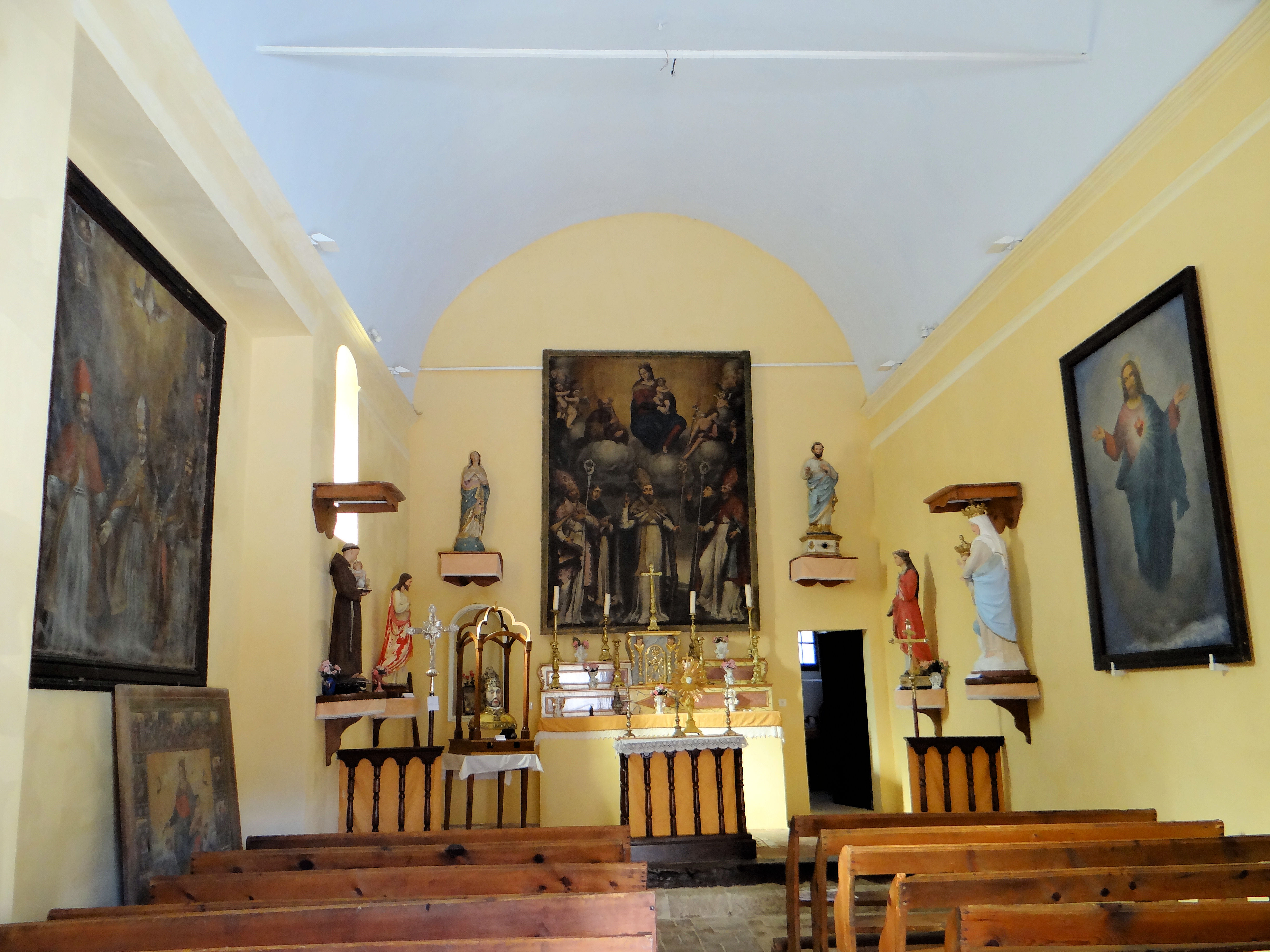
Chapelle Saint-Arnoux[53].
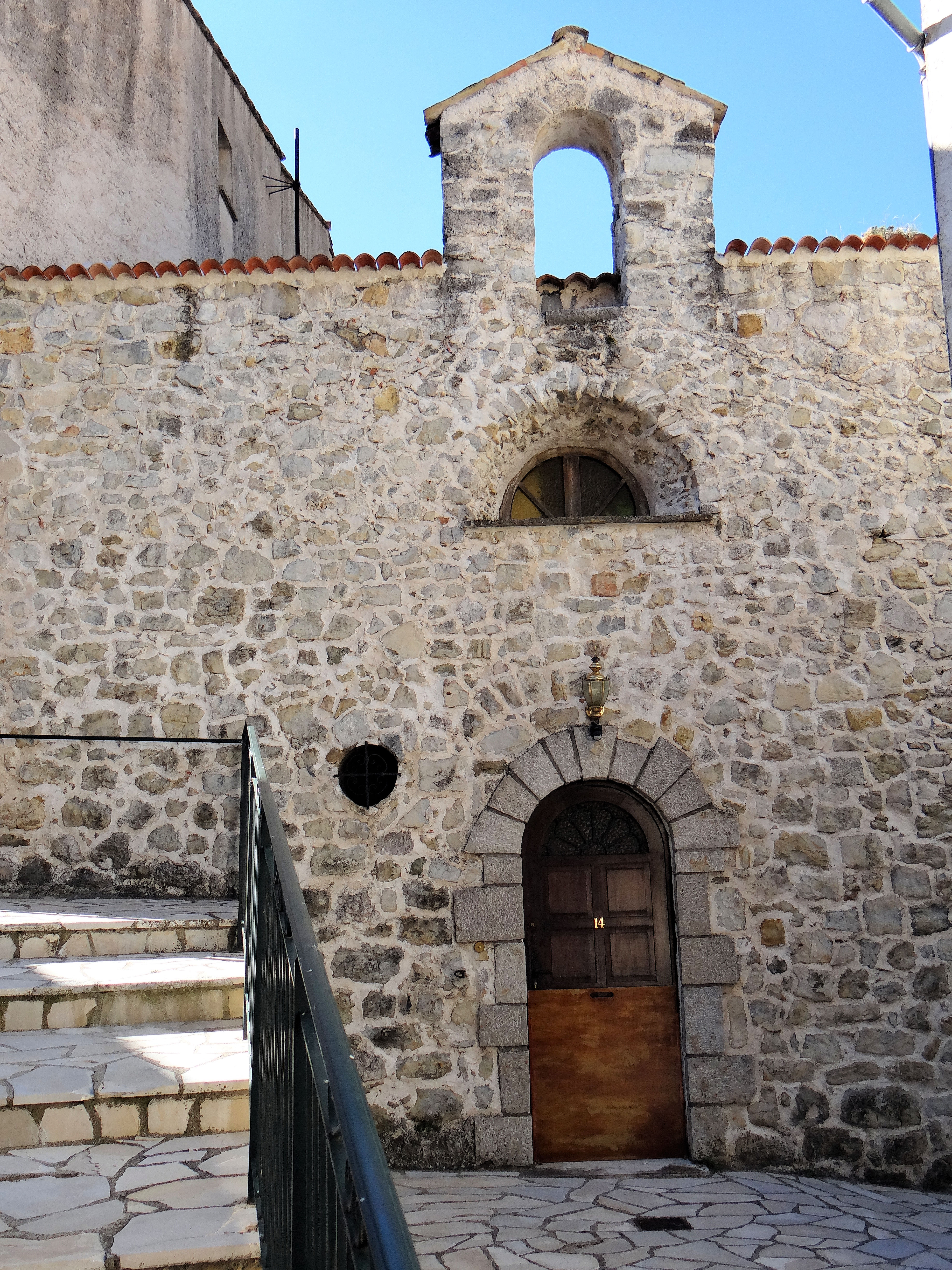
Ancienne chapelle des Pénitents blancs.
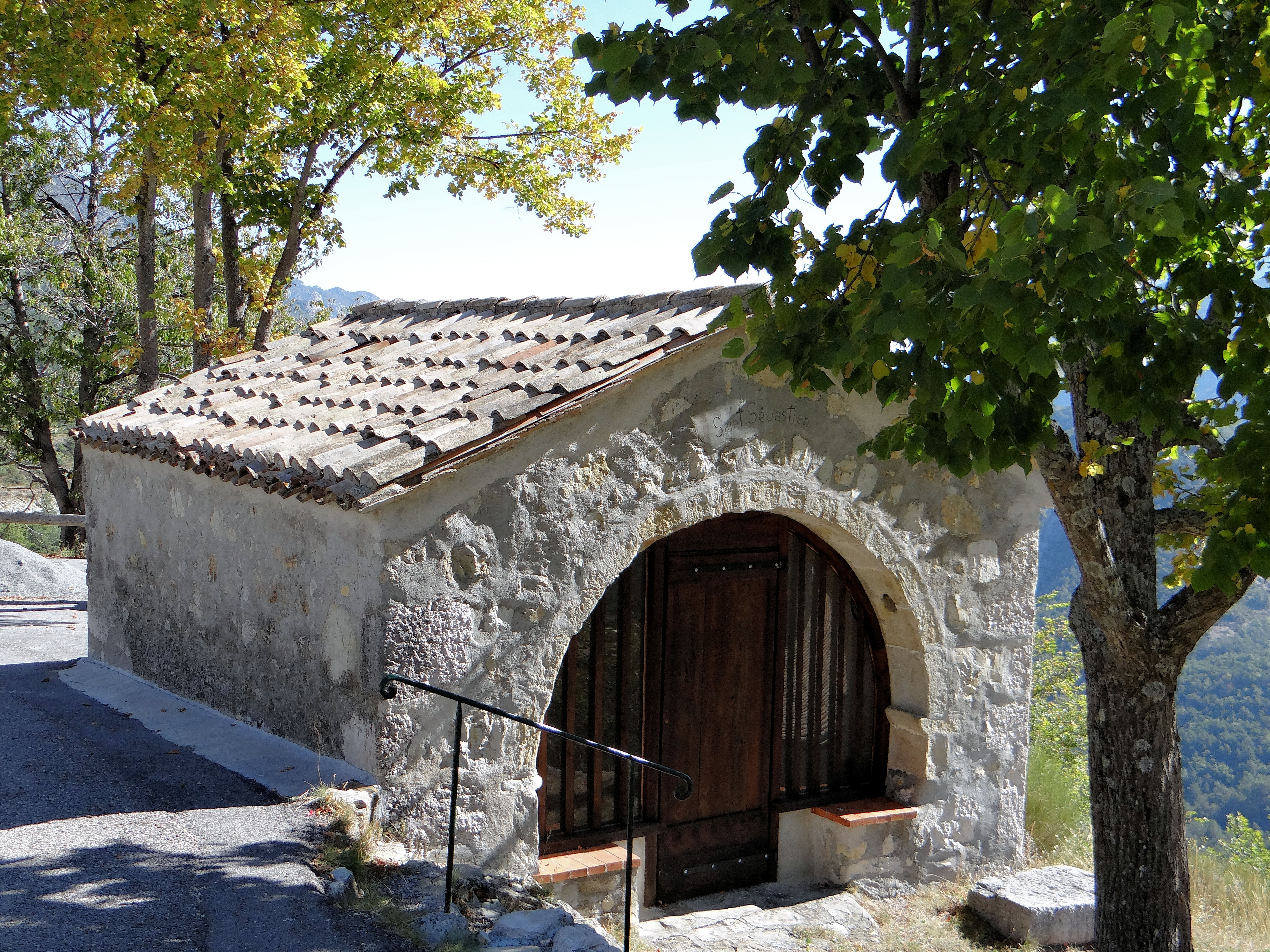
Chapelle-reposoir Saint-Sébastien.
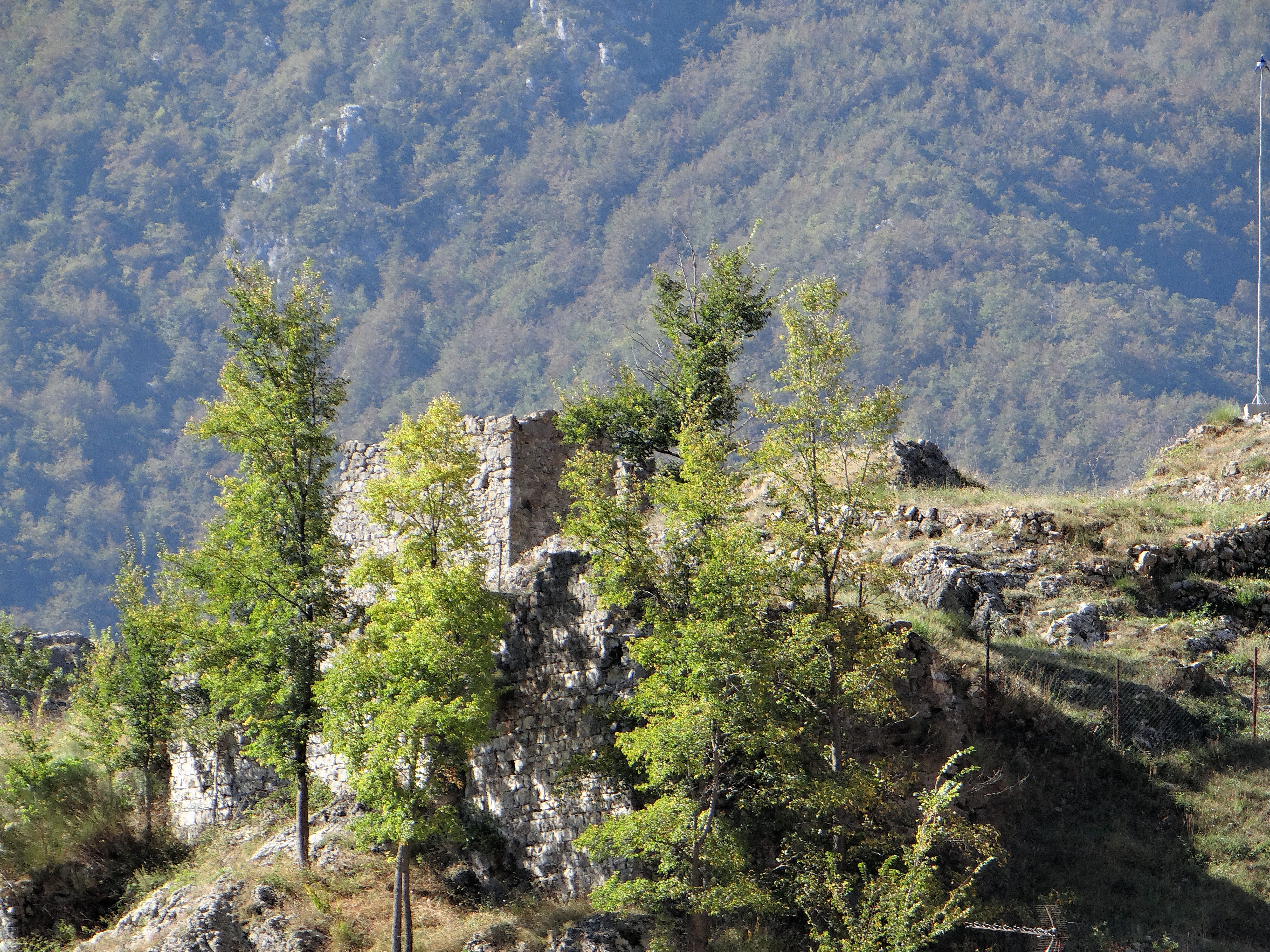
Vestiges de l'ancien château.
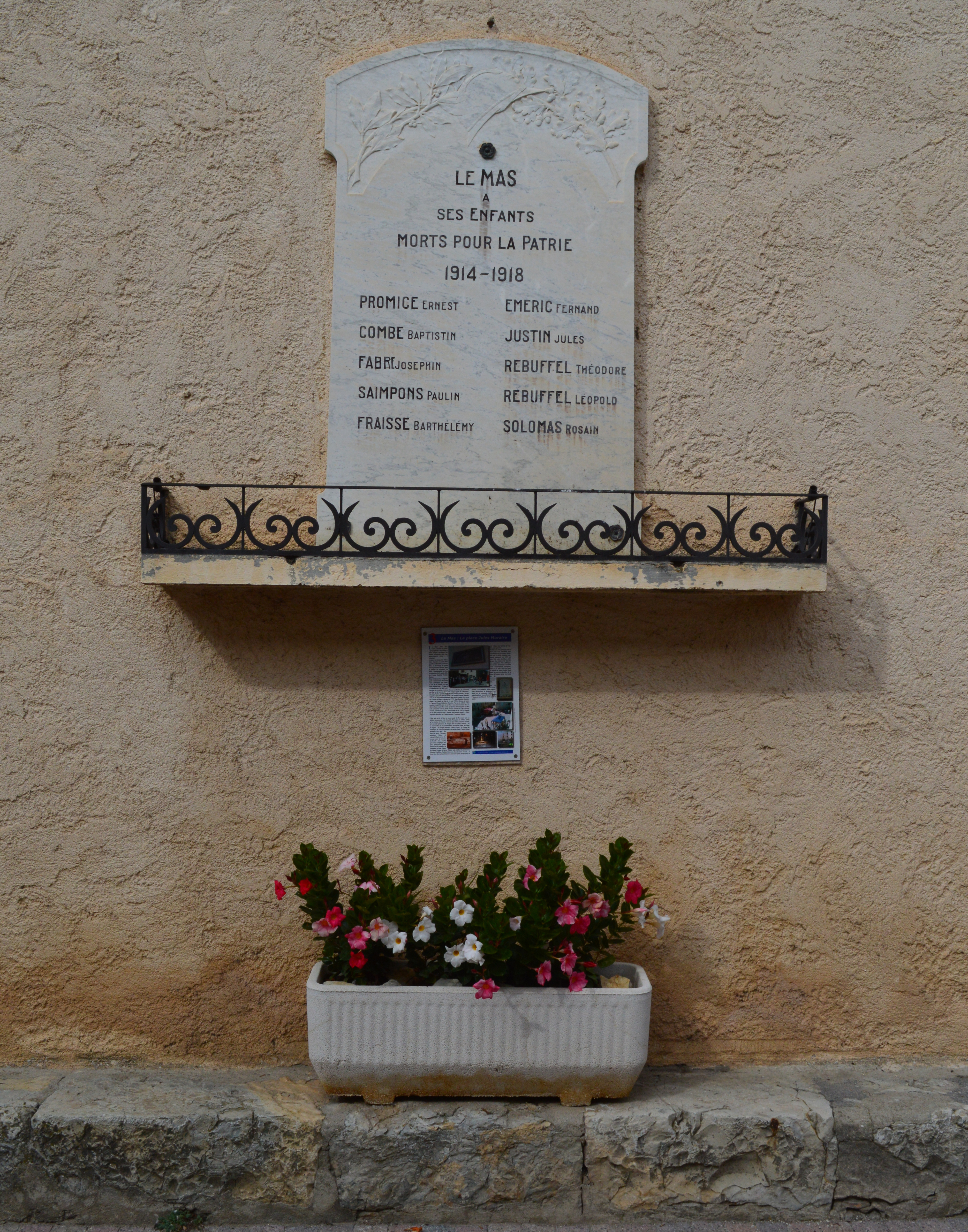
Mémorial.
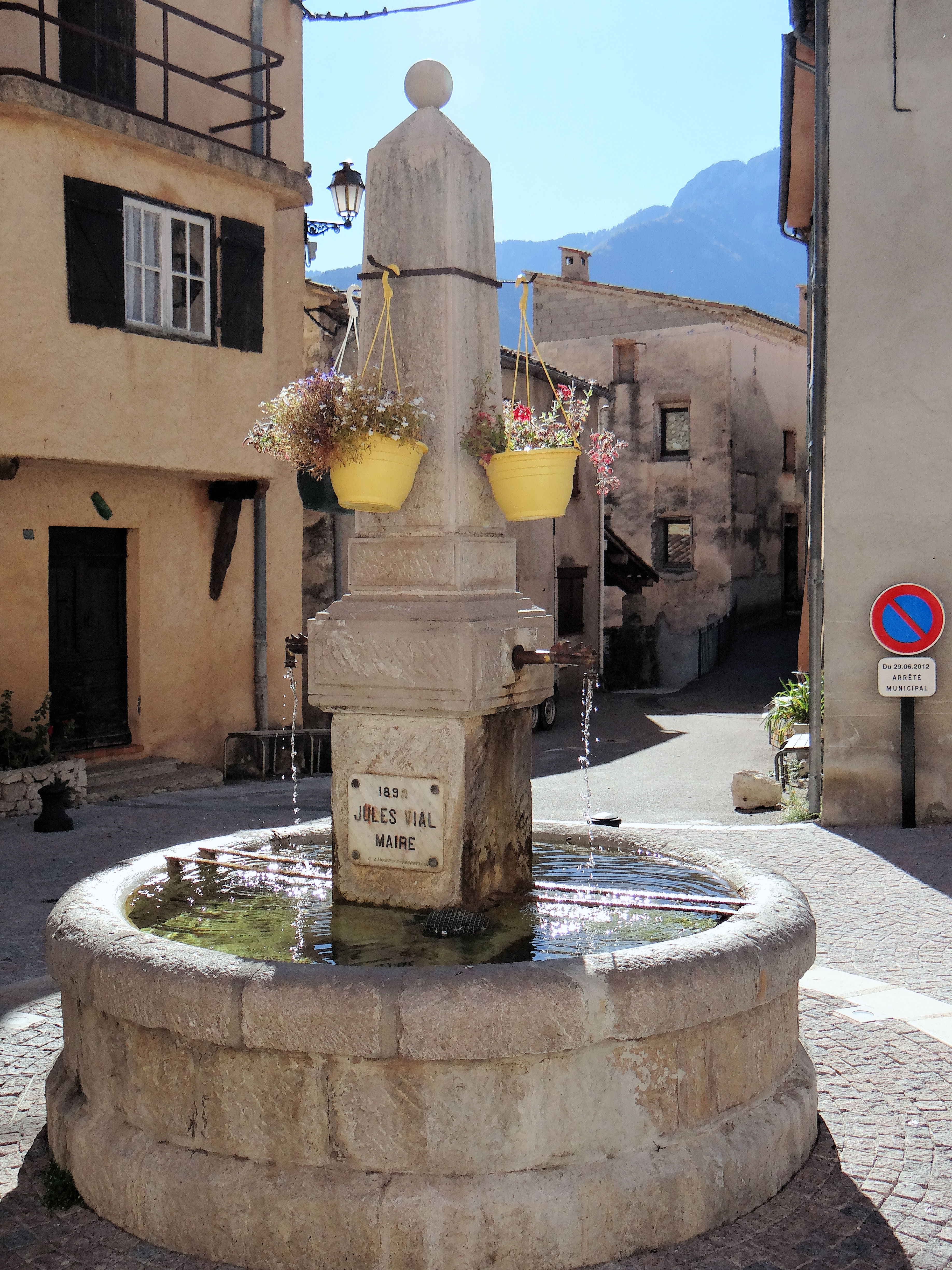
Fontaine sur la place du village.
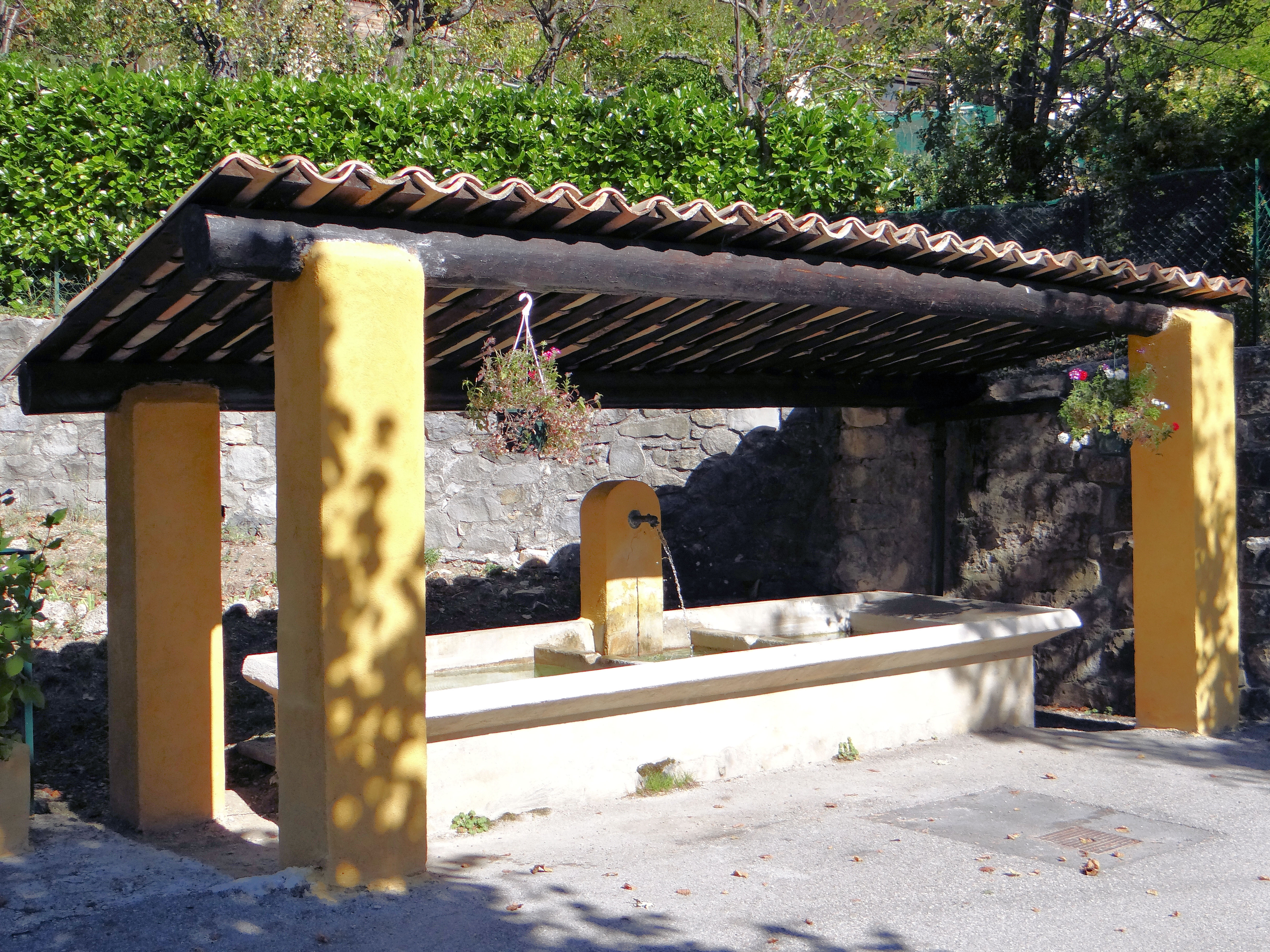
Hameau des Sausses. Lavoir.

Patrimoine religieux :
- église Notre-Dame du Mas, inscrite sur l'inventaire supplémentaire des monuments historiques en 1937[54],[55],[56];

Patrimoine mobilier :
* bras-reliquaire de saint Arnoux.
* buste-reliquaire : Saint Arnoux.
- chapelle Saint-Arnoux[59].
- chapelle des Pénitents blancs[60], transformée en habitation privée[61] ;
- chapelle Saint Sébastien[62] ;
- chapelle-reposoir Saint-Sébastien, elle aussi privée ;
- hameau des Sausses avec la chapelle Saint-Sauveur[63] et l'oratoire Saint-Aman ;
- la croix du jubilé[64].
- Mémorial, Conflits commémorés 1914-1918[65],[66],[67].

Patrimoine civil :
- vestiges du château féodal du XIe siècle[68] ;
- petit château classique[69] ;
- moulin au sud du village ;
- la pierre rousse de Pimpinier, grès provenant d’un gisement situé à quelques kilomètres du village[70],[71].

Patrimoine environnemental :
- Un patrimoine environnemental préservé et une diversité de faune et flore[72].

## Personnalités liées à la commune
- Jules Muraire, acteur provençal dit Raimu, dont la famille est originaire du Mas[73].
- De Barlatier de Mas (dite aussi « De Barlatier de Saint-Julien »)[74].
- Paul-François Bartalier du Mas, capitaine des vaisseaux du roy[75].
- Les De Grasse, seigneurs du Mas[76].